# Nokia 9300i
Le Nokia 9300i est un téléphone mobile de Nokia. Il fut annoncé en 2005. Il comporte 2 parties qui se plient se la tranche. Il fonctionne avec Symbian S80. Il comporte également 2 écrans, le Wi-Fi, le Bluetooth et l'Infrarouge.

## Caractéristiques
- Système d'exploitation Symbian OS S80 version 7.0S
- Processeur ARM 11 434 MHz
- GSM/EDGE
- 111 × 51,7 × 15,5 mm pour 109 grammes
- Écran de définition 640 × 200 pixels
- Batterie de 1 100 mAh
- Mémoire : 80 Mo extensibles par carte mémoire MCC
- Wi-Fi b,g
- Bluetooth 2.0
- Infrarouge
- Vibreur
- DAS : 0,29 W/kg.